# Гар-де-Льон (станция метро)
Гар-де-Льон (фр. Gare de Lyon) — пересадочный узел линий 1 и 14 Парижского метрополитена. Образует единый пересадочный комплекс со станцией Гар-де-Льон системы RER, имеет выход к Лионскому вокзалу и линиям Транзильена.
В 2005 году пересадочный узел метро занял третье место по пассажиропотоку на вход, удерживая его и по сей день: по статистике STIF, в 2005 году на станцию вошло около — 30,91 миллиона пассажиров, из них 15,78 миллионов пришлось на линию 1 и 15,13 миллионов — на линию 14.. Пассажиропоток пересадочного узла по входу в 2011 году, по данным RATP, составил 34 523 049 человек, а в 2013 году на станцию вошёл 34 895 701 пассажир.

## Зал линии 1
Зал линии 1 является одной из 8 станций самого первого пускового участка Парижского метрополитена (Порт-де-Венсен — Порт-Майо), открывшегося 19 июля 1900 года. В отличие от других станций, имевших длину платформы 75 метров, зал имел 100-метровые платформы (на этот стандарт были переведены все станции 1 линии при её переводе на шинный ход). Станция сооружена открытым методом, потолок обустроен в виде металлических панелей шириной 23,9 метра. Изначально в конструкцию станции были заложены две боковые платформы шириной 6 метров, так как на станции планировалась пересадка на так и не построенную кольцевую линию (тогда она называлась "линией 2"). С 1 августа по 17 декабря 1906 года с боковых сторон от станции располагалась временная конечная станция линии 5.
18 и 19 июля 2009 года на станции в рамках подготовки к автоматизации установлены автоматические платформенные ворота.

## Зал линии 14
Зал линии 14 открылся в составе её первого участка 15 октября 1998 года. Он располагается южнее Лионского вокзала на рю де Берси, рядом со станциями RER линий A и D. В отличие от других станций на линии 14, на "Гар-де-Льон" имеется островная платформа.
27 мая 2009 года Советом директоров Синдиката транспорта Иль-де-Франс утверждён проект строительства третьего выхода с платформы с целью перераспределения пассажиропотоков на узком пространстве зала. Новый выход планируется провести через коридоры, по которым осуществляется доступ в RER. Это позволит разделить вход и выход с линии 14. На станции установлены платформенные раздвижные двери.

## Галерея

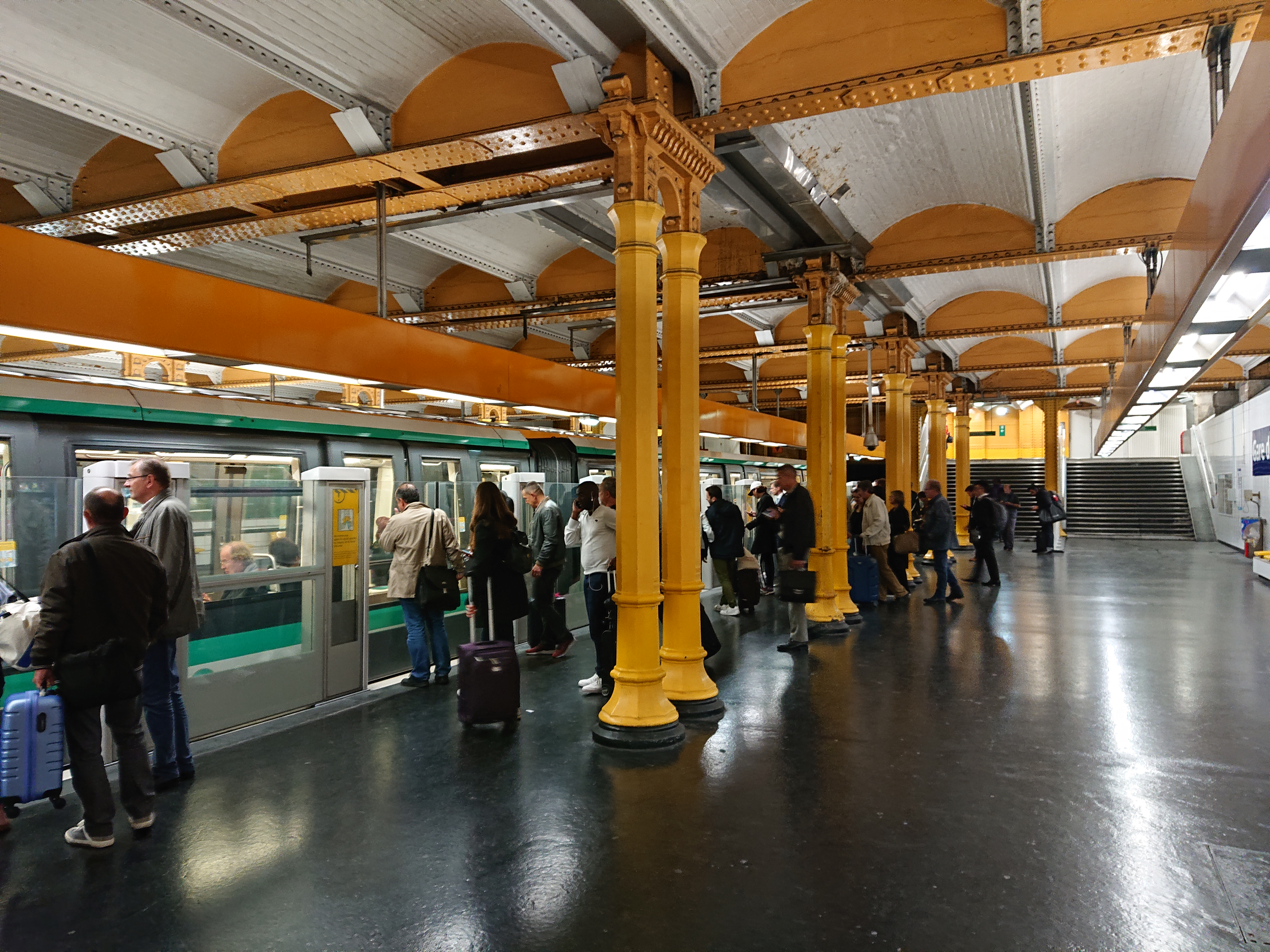
Зал линии 1
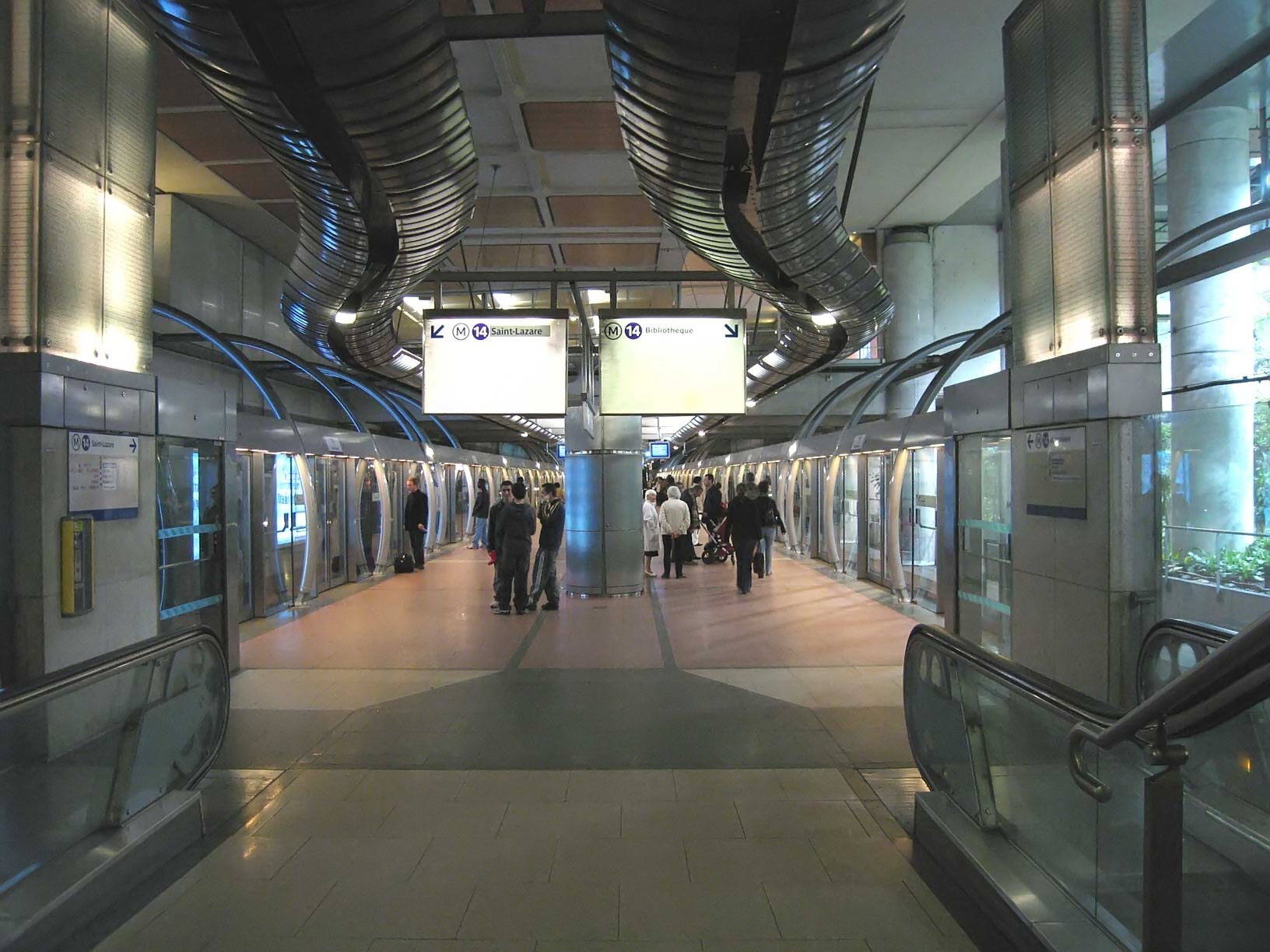
Вид на платформу линии 14 с торца
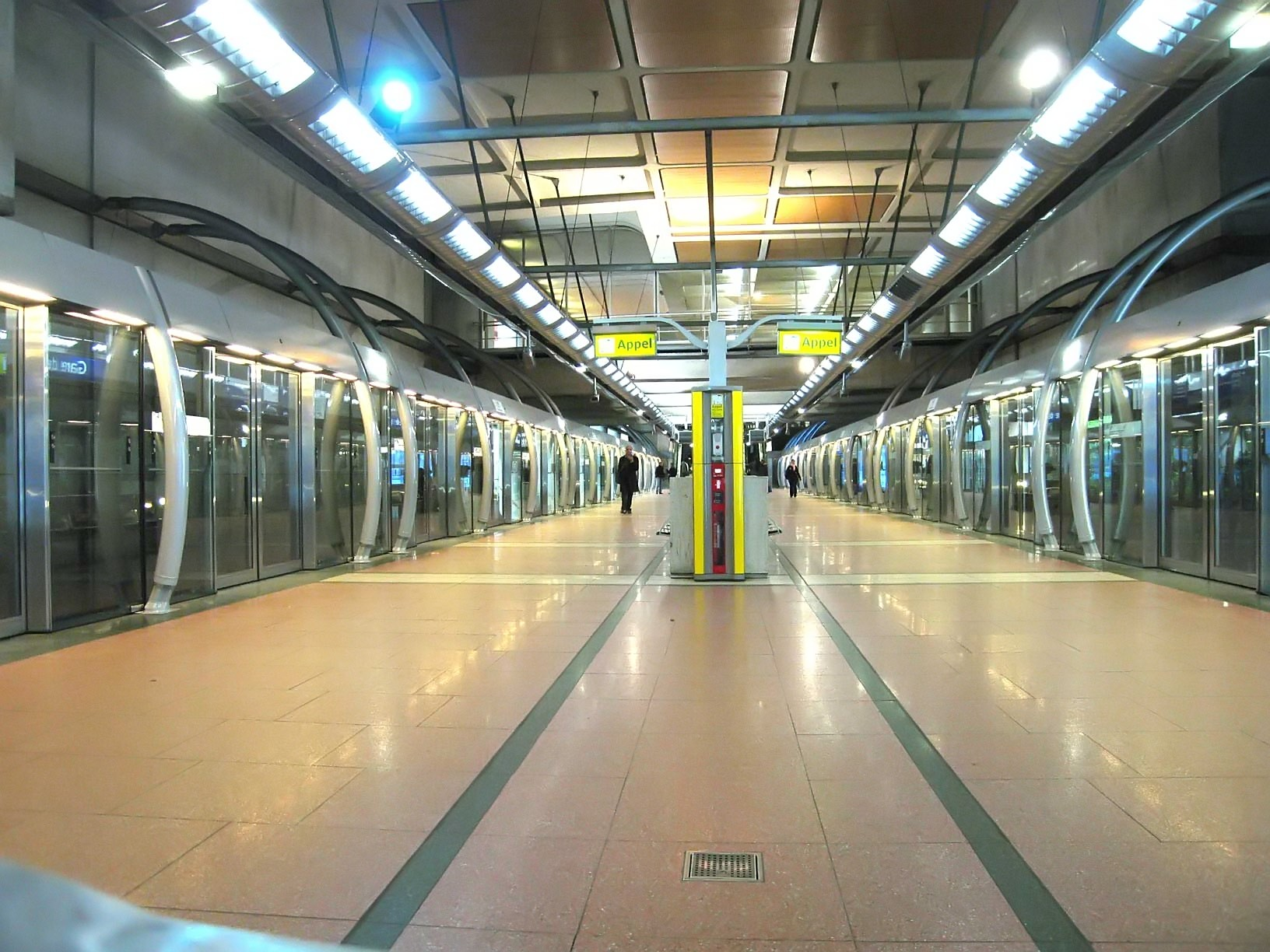
Зал линии 14